# ウィグワム

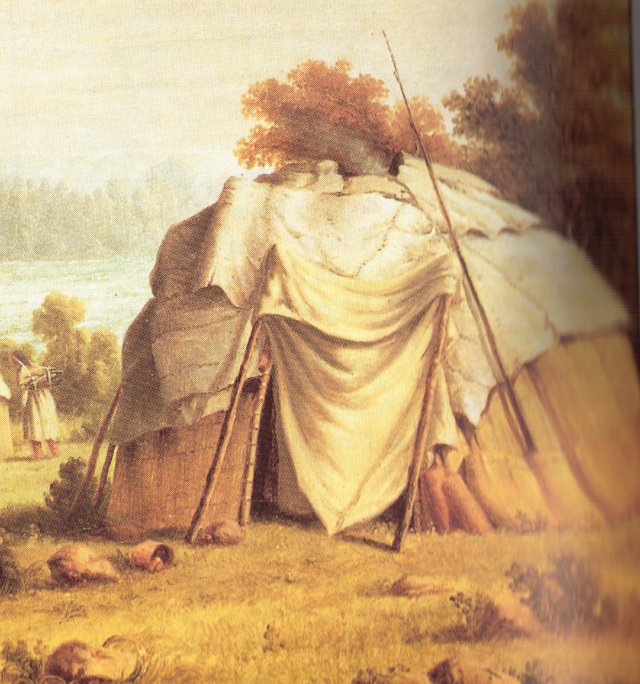
オジブワ族のウィグワム。重ねた布で覆う（ポール・ケーン画、1846年）

ウィグワム（wigwam ）は、アメリカインディアン部族の伝統的なドーム型の住居。

## 概要

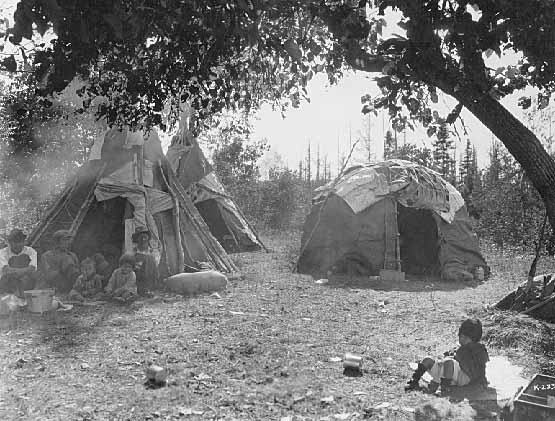
オジブワ族のウィグワムと、平原部族式のティーピー。（1928年）

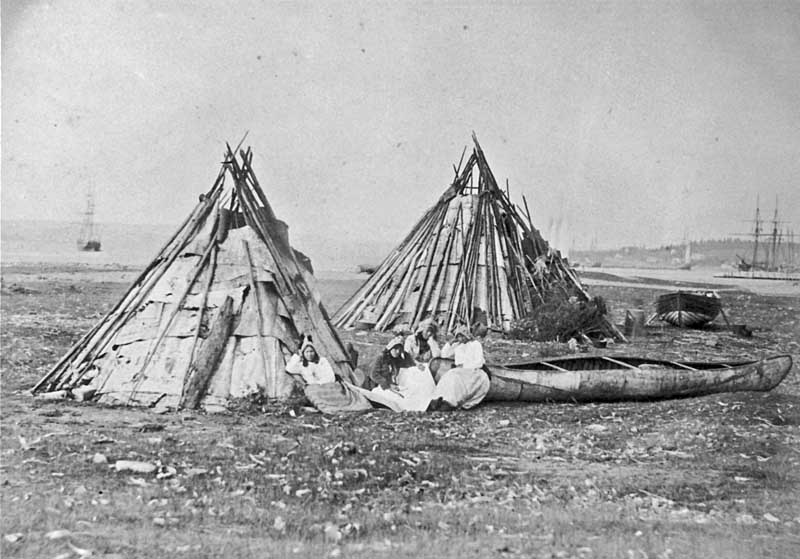
ミクマク族のウィグワム（1857年）

アメリカインディアンのうち、北東部から五大湖周辺の部族が伝統住居としたもの。テントと違って、中にかまどを切り、火を使うことが出来る。
その構造は、曲げた丈夫な木の枝を柱に、樹皮や布を重ねて乗せ、入口に蓆をかけて住居としたものである。組み立てが簡便で、東部森林地帯のインディアンは移動生活をしながら、先々でこれを建てていた。普段はティーピーを使って移動狩猟生活を行ってきた平原の部族は、秋になるとウィグワムの集落を用意し、「冬の村」として春の来るのを待った。
五大湖地方から白人によって南西部に追いやられたキカプー族には、現在もこの住居で暮らすものが多い。多くの部族では、「月経小屋」として、初潮を迎えた女子や月経の際には小型のウィグワムが作られ、ここで月経の終わるのを待つならわしだった。オジブワ族やアパッチ族など、現在も儀式の際の重要な場所として、ティピーと並んでこれを活用し続けている部族は多い。

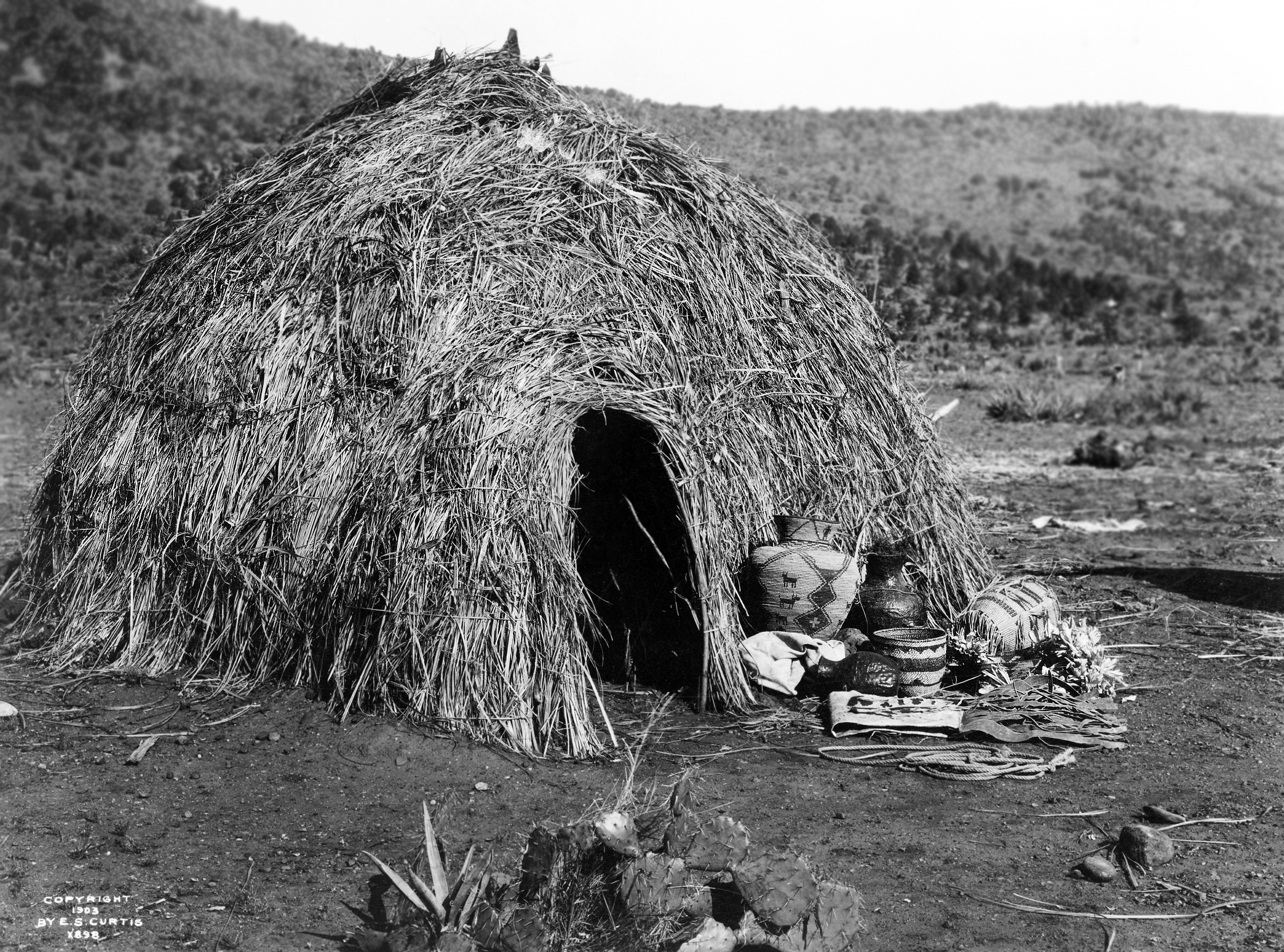
アパッチ族のウィキアップ （エドワード・Ｓ・カーチス撮影、1903年）

## 他言語の呼称
ウィグワムは、アメリカ南西部では（wickiup 、wikiup）」と呼ばれる。
- wiigiwaam（発音： wiigwaam）： オジブワ語
- gowąh ： 西アパッチ語
- guughą又は kuughą ： チリカワ・アパッチ語